# Ali Srour
Ali Srour (arab. علي سرور) (urodzony 11 lipca 1994 roku), powszechnie znany jako "Książę" Ali w świecie boksu, jest libańskim zawodowym bokserem z Norwegii. Zdobył kilkakrotnie mistrzostwo Norwegii i mistrzostwo krajów Nordyckich.
Po długiej przerwie w pracy, Ali przegrał ostatnie Mistrzostwa Krajów Nordyckich, uzyskując srebrny medal. Ali startował również w Młodzieżowych Mistrzostwach Europy, przegrywając z Gabilem Mamedovem z Rosji, który zdobył srebrny medal.
Ali jest znany z niezwykłego stylu bokserskiego i aroganckiej osobowości. Charakteryzuje go również jego wysoce wysportowany i mocno uderzający styl bokserski oraz potężna siła nokautu.

## Wczesne życie
Ali urodził się w 1994 roku w Tønsbergu, w Norwegii, w rodzinie libańskiej. Zaczął boksować w wieku 12 lat w klubie bokserskim TK w rodzinnym mieście Tønsberg. Kiedy skończył 12 lat, rozpoczął swoją amatorską karierę i ośmiokrotnie został krajowym mistrzem juniorów, i dwukrotnie skandynawskim mistrzem juniorów.

## Profesjonalna kariera
Ali nie miał łatwego sposobu przejścia do profesjonalnego boksu. Ali miał boksować się z Cecilia Brækhus w Centrum Kongresowym Oslofjord, ale przeciwnik zrezygnował. Potem Ali udał się do Ameryki Południowej i tam rozpoczął swoją karierę zawodową. Od tego czasu mieszkał w Ameryce Południowej, a obecnie mieszka w Guadalajarze w Meksyku.

## Lista walk zawodowych
| Numer | Rezultat   | Bilans | Przeciwnik              | Typ | Runda, czas | Data                 | Miejsce                         | Uwagi  |
| ----- | ---------- | ------ | ----------------------- | --- | ----------- | -------------------- | ------------------------------- | ------ |
| 4     | Zwycięstwo | 3-0    | Giorgi Gachechiladze    | UD  | 4/4         | 20 października 2018 | Skien Fritidspark, Skien, Norge | [ 9 ]  |
| 3     | Zwycięstwo | 3-0    | Luis Ángel Dias Ramires | TKO | 3/4         | 10 marca 2018        | Guadalajara, Mexico             | [ 10 ] |
| 2     | Zwycięstwo | 2-0    | Efrén Martínez López    | TKO | 1/4         | 10 lutego 2018       | San Jose Iturbide, Mexico       | [ 11 ] |
| 1     | Zwycięstwo | 1-0    | Rafael Herrera          | KO  | 2/4         | 2 grudnia 2017       | Puerto Vallarta, Mexico         | [ 12 ] |